# Sarah Chepchirchir
Sarah Chepchirchir (* 27. Juli 1984 im Nandi District) ist eine ehemalige kenianische Langstreckenläuferin. 

## Werdegang
Sarah Chepchirchir ist die Schwägerin der kenianische Marathonläuferin und Olympiasiegerin Jemima Jelagat Sumgong.
2009 gewann sie die Halbmarathonläufe Seissan – Auch und Auray – Vannes und wurde Dritte bei den 20 km von Paris. 2010 wurde sie Dritte beim Lille-Halbmarathon, verteidigte ihren Titel bei Auray – Vannes, kam bei den Halbmarathon-Weltmeisterschaften in Nanning auf den elften Platz und siegte beim Boulogne-Billancourt-Halbmarathon.
2011 siegte Chepchirchir beim Humarathon mit persönlicher Halbmarathon-Bestzeit von 1:08:07 h, beim Grand-Nancy-Marathon und bei den 20 km von Paris. 2012 wurde sie Dritte beim Paris-Halbmarathon.
Im Februar 2017 gewann sie den Tokio-Marathon und stellte mit ihrer Siegerzeit von 2:19:47 h einen neuen Streckenrekord ein.
Im Februar 2019 wurde die damals 34-Jährige wegen Verstößen gegen die Anti-Doping-Regeln der IAAF für vier Jahre gesperrt. Im November 2023 wurde sie nach einem Marathon in Thailand positiv auf Testosteron getestet und für acht Jahre gesperrt.

## Erfolge
| Datum         | Platz | Veranstaltung     | Ort             | Disziplin    | Zeit (h) |
| ------------- | ----- | ----------------- | --------------- | ------------ | -------- |
| 26. Feb. 2017 | 1     | Tokio-Marathon    | Tokio           | Marathon     | 2:19:47  |
| 2. Okt. 2016  | 1     | Lissabon-Marathon | Lissabon        | Marathon     | 2:24:13  |
| 9. Okt. 2011  | 1     | 20 km von Paris   | Paris           | Halbmarathon | 1:06:04  |
| 3. Apr. 2011  | 1     | Humarathon        | Vitry-sur-Seine | Halbmarathon | 1:08:07  |